# Monandre
Monandre en termes botànics (derivat del grec:monos= 'un' i andros= 'home mascle') simplement significa que té un únic estam.

## En orquídies
En la classificació de les orquídies és rellevant la distinció entre les flors monandres i les altres flors. Les orquídies monandres formen un clade que consta de les subfamílies Orchidoideae, Vanilloideae i Epidendroideae. Les altres subfamílies, Apostasioideae i Cypripedioideae, tenen com a mínim dos estams.